# Rot-Weiß Oberhausen
El Rot-Weiss Oberhausen es un equipo de fútbol alemán de Oberhausen, Renania del Norte-Westfalia. Fue fundado en 1904 y juega en la Regionalliga West.

## Historia
En sus primeros años solamente se limitaban a jugar partidos a nivel local, pero en la década de los años 1930 con la reorganización del fútbol alemán a raíz del Tercer Reich fueron mandados a la Gauliga Niederrhein, pero nunca pudieron igualar la fuerza del equipo dominante de la liga, el Fortuna Düsseldorf. Durante la Segunda Guerra Mundial conformaron junto al ASV Elmar al combinado de entre-guerra KSG Elmar/Viktora Oberhaussen.
Lograron el ascenso a la Bundesliga en 1969, manteniéndose en ella hasta el escándalo de 1971, en el que tanto equipo como jugadores se libraron de castigos, aunque 3 años después descenderían.

## Uniforme
- Uniforme titular: Camiseta en líneas verticales rojas y blancas, pantalón y medias rojas.
- Uniforme alternativo: Camiseta, pantalón y medias negras.

## Entrenadores
- Slobodan Cendic (1985–1986)
- Janos Bedl (1986–1987)
- Hans-Werner Moors (1987–1988)
- Gerd vom Bruch (1997–1998)
- Aleksandar Ristić (1998–2000)
- Gerhard Kleppinger (2000–2001)
- Dragoslav Stepanović (2001)
- Aleksandar Ristic (2001–2003)
- Klaus Hilpert (2003)
- Jørn Andersen (2003–2004)
- Jürgen Luginger (2004, interino)
- Eugen Hach (2004–2005)
- Harry Pleß (2005–2006)
- Günter Abel (2006)
- Hans-Günter Bruns (2006–2008)
- Jürgen Luginger (2008–2010)
- Hans-Günter Bruns (2010–2011)
- Theo Schneider (2011)
- Mario Basler  (2011–2012)
- Peter Kunkel (2012–)